# 公害紛争処理法
公害紛争処理法（こうがいふんそうしょりほう、昭和45年6月1日法律第108号）は、公害に係る紛争の調停、仲裁等に関する日本の法律である。

## 内容
- 公害に係る紛争のあっせん、調停、仲裁、裁定の制度を設け、公害等調整委員会及び都道府県に置かれる公害審査会等がこの法律に基づきあっせん、調停、仲裁、裁定（公害等調整委員会のみ）を行い、地方公共団体は公害に関する苦情の処理についての指導を行うことが定められている。

## 主務官庁
- 総務省

## 構成
- 第1章 - 総則（第1条 - 第2条）
- 第2章 - 公害に係る紛争の処理機構 
  - 第1節 - 公害等調整委員会（第3条 - 第12条）（組織を定める条文は公害等調整委員会設置法の制定に伴い削除された。）
  - 第2節 - 都道府県公害審査会等（第13条 - 第23条）
- 第3章 - 公害に係る紛争の処理手続 
  - 第1節 - 総則（第23条の2 - 第23条の5）
  - 第2節 - あつせん、調停及び仲裁 
    - 第1款 - 通則（第24条 - 第27条の3）
    - 第2款 - あつせん（第28条 - 第30条）
    - 第3款 - 調停（第31条 - 第38条）
    - 第4款 - 仲裁（第39条 - 第42条）

  - 第3節 - 裁定 
    - 第1款 - 通則（第42条の2 - 第42条の11）
    - 第2款 - 責任裁定（第42条の12 - 第42条の26の2）
    - 第3款 - 原因裁定（第42条の27 - 第42条の33）

  - 第4節 - 補則（第43条 - 第47条）
- 第4章 - 雑則（第48条 - 第50条）
- 第5章 - 罰則（第51条 - 第55条）
- 附則